# George Lincoln Hendrickson
George Lincoln Hendrickson (* 15. Mai 1865 in Winchester, Illinois; † 18. Dezember 1963 in New Haven, Connecticut) war ein US-amerikanischer  Klassischer Philologe und Professor der lateinischen und griechischen Literatur an der Yale-Universität.

## Leben
George L. Hendrickson, der Sohn eines Pfarrers, besuchte von 1883 bis 1885 das Beloit College und studierte anschließend Klassische Philologie an der Johns Hopkins University, wo er 1887 den Bachelorgrad erreichte. Anschließend vertiefte er seine Studien 1888/1889 an der Universität Bonn, die damals mit Franz Bücheler und Hermann Usener ein Zentrum der Altertumswissenschaft war. Als Mitglied des Bonner Kreises trat Hendrickson vielen Philologiestudenten nahe, darunter Richard Heinze, Hermann Schöne, Erich Preuner, Eduard Norden und Franz Cumont, mit dem ihn eine jahrzehntelange Freundschaft verband. Das Sommersemester 1889 verbrachte Hendrickson an der Berliner Universität, wo er bei Hermann Diels und Theodor Mommsen hörte. Das feuchte Klima zwang ihn jedoch, seinen Aufenthalt abzubrechen.
Nach seiner Rückkehr in die USA arbeitete er als Lateinprofessor am Colorado College, ab 1891 an der University of Wisconsin. 1897 wechselte er an die University of Chicago. Die Western Reserve University promovierte ihn 1902 zum Doctor of Humane Letters (L. H. D.). 1907 wechselte Hendrickson als Professor of Greek and Latin litterature an die Yale University, wo er 1908 den Master-Abschluss nachholte und 1909 zum Lampson Professor of Latin and Greek Literature ernannt wurde.
Von Yale aus beteiligte sich Hendrickson rege an der aufstrebenden Altertumswissenschaft in den USA. Von 1913 bis 1914 war er kommissarischer Direktor und von 1919 bis 1920 Direktor der American School of Classical Studies in Rome, 1920/1921 Sather-Gastprofessor an der University of California, Berkeley, 1931/1932 Gastdozent an der Harvard University. 1918 wurde er in die American Academy of Arts and Sciences und 1932 in die American Philosophical Society gewählt. Nach seinem Eintritt in den Ruhestand 1933 wurde er 1935 Präsident der American Philological Association. Das Beloit College verlieh ihm anlässlich seiner Pensionierung den Titel Doctor of Humane Letters.
Seinen Ruhestand verbrachte Hendrickson am Branford College (bis 1948 als Fellow, danach als Associate Fellow). Er blieb bis kurz vor seinem Tod mit Studenten und Kollegen in Kontakt und widmete sich seiner Forschungsarbeit.
Hendrickson war zu seiner Zeit einer der führenden Latinisten in den USA. Seine Forschungen zu Cicero und Horaz, besonders aber zur lateinischen Prosodie und Metrik, wurden auch im Ausland mit großem Interesse rezipiert. Hendrickson veröffentlichte seine Aufsätze meist in den Zeitschriften American Journal of Philology (bis 1908) und Classical Philology (ab 1911). Auch im Ruhestand war er noch philologisch tätig.
Hendricksons Nachlass befindet sich in der Yale University Library (Signatur MS 1272).